# Chris Holland
Chris Holland, all'anagrafe Christopher James Holland (Whalley, 11 settembre 1975) è un ex calciatore inglese, di ruolo centrocampista.

## Carriera

### Club
Esordisce tra i professionisti all'età di 18 anni nel corso della stagione 1993-1994 giocando una partita nella terza divisione inglese con il Preston N.E.; il 20 gennaio 1994 viene ceduto per 100000 sterline al Newcastle Utd, club di prima divisione, trascorrendo però il resto della stagione ai margini della rosa a causa di un problema ad un occhio. Nell'arco delle due stagioni successive gioca in totale 3 partite di campionato, ed il 3 settembre 1996 viene ceduto in prestito (trasferimento che poi diventerà definitivo il mese successivo per la cifra di 60000 sterline) al Birmingham City, con cui gioca per complessive tre stagioni e mezzo, tutte in seconda divisione, categoria in cui gioca 71 partite, play-off inclusi, sbagliando tra l'altro uno dei rigori che costano al club l'eliminazione nella semifinale play-off del 1999 contro il Watford.
Il 3 febbraio 2000 viene ceduto per 100000 sterline all'Huddersfield Town, sempre in seconda divisione; qui il 21 marzo 2000 segna il suo primo gol tra i professionisti, in una partita di campionato vinta contro il Nottingham Forest; al termine della stagione 2000-2001 i Terriers retrocedono poi in terza divisione, categoria nella quale Holland gioca regolarmente da titolare dal 2001 al 2003. Al termine della stagione 2003-2004 il club retrocede addirittura in quarta divisione e, nel marzo del 2004, Holland, in scadenza di contratto e con scarse probabilità di rinnovo, viene ceduto al Boston Utd, altro club di quarta divisione, lasciando così l'Huddersfield Town dopo 2 reti in 120 partite di campionato. Rimane nel club fino al 31 gennaio 2007, giocando in totale 85 partite di campionato (tutte in quarta divisione), fino a quando non viene ceduto al Southport, club di Conference National (quinta divisione e più alto livello calcistico inglese al di fuori della Football League), con cui firma un contratto di un anno e mezzo. Nonostante la retrocessione in Conference North (sesta divisione) subita al termine della stagione 2006-2007 Holland decide di restare in squadra anche per la stagione 2007-2008, firmando un nuovo contratto (con ingaggio ridimensionato rispetto a quello che percepiva nella categoria superiore) e venendo anche nominato capitano.
Nell'estate del 2008, da svincolato, Holland si accasa poi al Template:Calcio Leigh Genesis, club di Northern Premier League (settima divisione); il 14 novembre 2008 si svincola per passare al Fleetwood Town, risalendo così in Conference North: nel marzo del 2009, dopo sole 3 partite giocate, passa al Burscough, altro club della medesima categoria, dove rimane fino al termine della stagione 2008-2009. Nella stagione 2009-2010, che è anche la sua ultima in carriera, vince invece la Northern Premier League con il Guiseley.

### Nazionale
Tra il 1995 ed il 1997 ha giocato complessivamente 10 partite nella nazionale inglese Under-21.

## Palmarès

### Giocatore

#### Competizioni nazionali
- Northern Premier League: 1

Guiseley: 2009-2010